# Kazaki Nakagawa
Kazaki Nakagawa (中川 風希 Nakagawa Kazaki?), född 3 juli 1995 i Saitama prefektur, är en japansk fotbollsspelare.
Nakagawa spelade för FC Ryukyu. Han spelade 45 ligamatcher för klubben. 2019 flyttade han till Yokohama F. Marinos. Med Yokohama F. Marinos vann han japanska ligan 2019. 2020 flyttade han till Kyoto Sanga FC.